# بكين دوكز
بكين دوكز (بالصينية: 北京鸭篮球俱乐部) هو فريق كرة سلة صيني تأسس في 1956 يقع في بكين. يلعب في الرابطة الصينية لكرة السلة. يلعب مبارياته في مركز ووكهسونغ الثقافي والرياضي.